# Red Digital Cinema Camera Company
Red Digital Cinema Camera Company – producent cyfrowych kamer i akcesoriów do produkcji filmowej. Firma została założona przez Jima Jannarda w 2005 roku w USA.
W 2006 roku na targach NAB Show firma zaprezentowała cyfrową kamerę RED ONE, która nagrywa obraz w formacie RAW i rozdzielczości 4K. Jest to również pierwsza kamera w pełni modularna, a przy tym tańsza od kamer takich firm jak Panavision czy Arri.

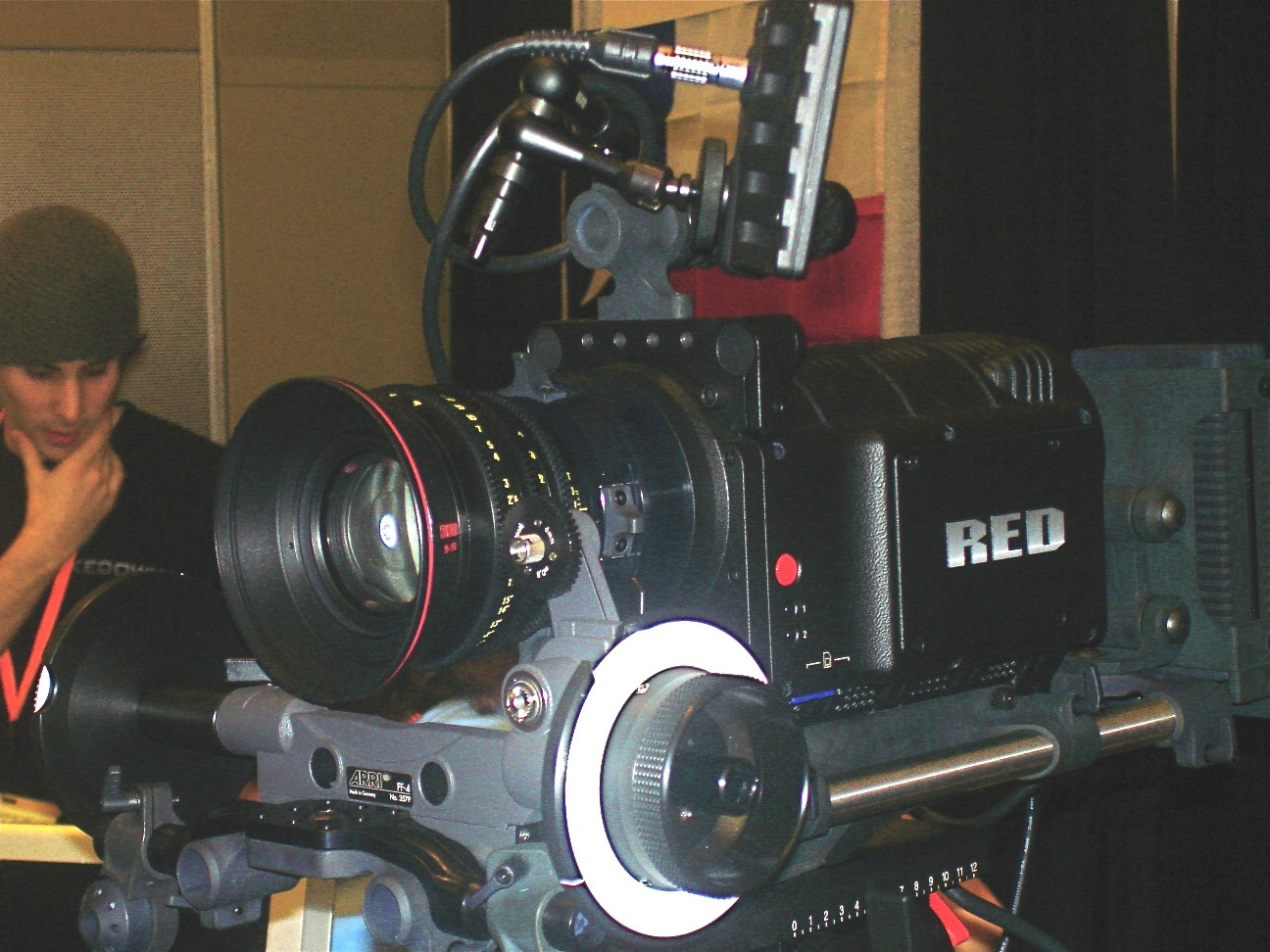